# Shaanxi Province Stadium
Shaanxi Province Stadium (chiń. 陕西省体育场; pinyin Shǎnxī shěng Tǐyùchǎng) – wielofunkcyjny stadion w Xi’anie, w Chinach. Obiekt może pomieścić 51 000 widzów. Został otwarty w 1999 roku. Swoje spotkania rozgrywa na nim drużyna Shaanxi Chanba.